# Pusa
Pusa là một chi động vật có vú trong họ Hải cẩu thật sự, bộ Ăn thịt. Chi này được Scopoli miêu tả năm 1771. Đây là chi được tách ra từ 3 loài thuộc chi Phoca. Loài điển hình của chi này là Phoca foetica Fabricius, 1776 (= Phoca hispida Schreber, 1775)

## Các loài
Chi này gồm các loài:
- Pusa caspica
- Pusa hispida
- Pusa sibirica